# Nematobrachion
Nematobrachion es un género crustáceos malacostráceos de la familia Euphausiidae. Es un tipo de kril, parecidos a pequeños camarones, que viven en los océanos.